# 太田新生
太田 新生（おおた あらお、1920年 - 2015年）は、日本の外交官。ヒューストン総領事や、駐リビア特命全権大使を務めた。

## 人物・経歴
兵庫県姫路市出身。1939年成蹊高等学校文科甲類卒業。1943年高等試験行政科試験合格。同年東京帝国大学法学部政治学科卒業。
太平洋戦争中は大日本帝国海軍で通信関係の仕事に従事していたが、南方への赴任の前に日本の降伏となり難を逃れた。海軍時代にのちに妹の夫となった縫田清二と友人となる。
1948年外務事務官任官、叙二級、北海道連絡調整地方事務局連絡調整官。1964年外務省経済局書記官。1965年外務省移住局移住振興課長。
同年外務省中南米・移住局移住課長。1966年外務省中南米・移住局総務課長。
1967年外務省中南米・移住局移住課長。1968年在ヒューストン日本国総領事館総領事。1971年在オランダ日本国大使公使。1974年駐リビア特命全権大使。
1977年依願退官。退官後は、財団法人日本国際医療団専務理事を務めた。1990年勲二等瑞宝章受章。1998年、日本国際自転車交流協会20周年に向け、同会会長に就任。

## 親族
国立婦人教育会館初代館長などを務めたジャーナリストの縫田曄子は妹。その夫の縫田清二横浜国立大学名誉教授は海軍時代からの友人。